# Parada de Arriaga (Vitoria)
Arriaga es una parada de la línea Abetxuko - Unibertsitatea en el tranvía de Vitoria, explotado por Euskotren Tranbia. Fue inaugurada el 10 de julio de 2009 junto a todas las paradas del ramal de Abetxuko, desde la de Honduras hasta la de Kañabenta (entonces llamada Abetxuko).
La estación eléctrica que nutre de electricidad al ramal de Abetxuko se sitúa en las cercanías de la estación.

## Localización
Se encuentra ubicada en el distrito de Lakua, concretamente en el distrito de Arriaga-Lakua, en el pueblo de Arriaga, muy cerca de la iglesia del antiguo pueblo, absorbido hoy en día en la ciudad de Vitoria, y el polígono industrial de Arriaga.

## Líneas
| Procedencia/Destino | <          | Línea | >                | Procedencia/Destino |
| ------------------- | ---------- | ----- | ---------------- | ------------------- |
| Abetxuko            | Artapadura | TVG   | Gernikako Arbola | Unibertsitatea      |